# Українське Учительське Об'єднання Праці
Українське Учительське Об'єднання Праці — організація українських учителів у Генеральній Губернії, найдавніше і найчисленніше Об'єднання праці при Українському Центральному Комітеті, постало влітку 1941 на базі Секції учителів при УЦК, його статут взяла до відома німецька влада, так що Об'єднання мало напівофіційний характер.
Українське Учительське Об'єднання Праці виконувало функції довоєнних крайових професійних організацій учителів — народних (Взаємна Поміч Українського Учительства) і середніх (Учительська Громада) шкіл. До завдань У. У. О. П. належали, крім професійних справ, співпраця зі шкільною владою (проекти шкільних програм, опрацювання підручників тощо), підвищення кваліфікації його чл., оргція курсів та видання фахового журналу «Українська Школа».
Українське Учительське Об'єднання Праці тісно співпрацювало зі шкільним відділом УЦК; його осідком був Краків, з осени 1941 Львів і Краків; воно нараховувало понад 8 000 членів (80 % всіх українських учителів). Головами У. У. О. П. були: І. Герасимович, І. Тесля і С. Левицький.